# هنريكي ميدينا
هنريكي ميدينا (بالبرتغالية: Henrique Medina‏) هو رسام برتغالي، ولد في 18 أغسطس 1901 في بورتو في البرتغال، وتوفي بنفس المكان في 30 نوفمبر 1988.